# I vampiri dello spazio (romanzo)
I vampiri dello spazio (The Space Vampires) è un romanzo di fantascienza di Colin Wilson del 1976.
Malgrado le premesse fantascientifiche, come le astronavi e gli alieni, il romanzo si presenta principalmente come uno studio sul vampirismo, sulla sua storia e sulle possibili implicazioni future.
Da esso è stato tratto un film, Space Vampires (Lifeforce, 1985).

## Trama
Nel XXI secolo la civiltà umana farà una scoperta sensazionale: l'astronave Hermes, durante il suo viaggio per lo studio degli asteroidi, incontra un'enorme astronave in apparenza abbandonata.
Durante la prima esplorazione del relitto, l'equipaggio della Hermes viene a contatto con una tecnologia sconosciuta, ma soprattutto incontra 30 corpi umani in apparente stato comatoso. Com'è possibile che degli umani si trovino in un'astronave aliena sperduta nello spazio?
La Hermes riporta tre di quegli umani sulla terra, mentre fama e gloria attendono l'equipaggio. Ma Carlsen, il comandante della spedizione, non si potrà godere a lungo la fama: un giornalista troppo curioso vuole studiare più a fondo uno dei tre umani, una donna molto bella. Ma appena il giornalista ghermisce la donna, questa si sveglia e lo afferra: quando Carlsen entra nella stanza trova il giornalista morto ed essiccato.
Si scopre che i tre umani hanno il potere di succhiare l'energia vitale dagli esseri viventi, e di passare di corpo in corpo. Non solo Carlsen dovrà fermare i tre pseudo-umani, ma dovrà andare alle origini del vampirismo per capire come affrontarli e distruggerli.

## Adattamento cinematografico
Nel 1985 il regista Tobe Hooper ha diretto l'adattamento cinematografico del romanzo, Space Vampires (Lifeforce), con Steve Railsback nel ruolo del protagonista e Patrick Stewart in quelli del dottor Armstrong.

## Edizioni
- Colin Wilson, I vampiri dello spazio, Collana Urania n.744, Arnoldo Mondadori Editore, 1978,  p. 192.